# Huimanguillo (gmina)

Położenie gminy Huimanguillo na mapie stanu Tabasco

Huimanguillo – gmina meksykańskiego stanu Tabasco, położona w jego najdalej na zachód wysuniętej części, której północny kraniec jest w odległości trzech kilometrów od wybrzeża Zatoki Meksykańskiej. Jest jedną z 17 gmin w tym stanie. Siedzibą władz gminy jest miasto Huimanguillo. Nazwa gminy pochodzi od słów w języku nahuatl Uei-man-co oznaczające miejsce, gdzie jest wielki autorytet.
Ludność gminy Huimanguillo w 2005 roku liczyła 163 462 mieszkańców, co czyni ją trzecią pod względem liczebności gminą w stanie Tabasco.

## Geografia gminy
Powierzchnia gminy wynosi 3757,59 km² zajmując aż 15,35% powierzchni stanu, co czyni ją największą gminą w stanie Tabasco. Obszar gminy jest równinny a położenie w pobliżu Zatoki Meksykańskiej sprawia, że większość powierzchni jest nieznacznie wyniesione ponad poziom morza. Jednak południowa część gminy granicząca z sąsiednim stanem Chiapas jest pofałdowana a najwyższe wzgórze Mono Pelado przekracza 1000 m n.p.m., co sprawia, że jest to najwyżej położony punkt w stanie Tabasco. Głównymi rzekami są Mezcalapa i Tonalá nad którą leży La Venta. Teren gminy w dużej części pokryty jest lasami, które mają charakter lasów deszczowych. Klimat jest ciepły (rekordowa najniższa zanotowana temperatura wynosi 14 °C) ze średnią roczną temperaturą oscylująca pomiędzy 25,4 °C a 26,9 °C oraz z niewielką roczną amplitudą, gdyż średnia najcieplejszego miesiąca (maj) wynosi 30,6 °C, podczas gdy średnia najchłodniejszego (styczeń) wynosi 26,2 °C. Wiatry znad Morza Karaibskiego przynoszą dużą ilość gwałtownych opadów (głównie w lecie) czyniąc klimat wilgotnym opadami na poziomie do 2290 mm rocznie.